# Lietuvos Monetų Kalykla

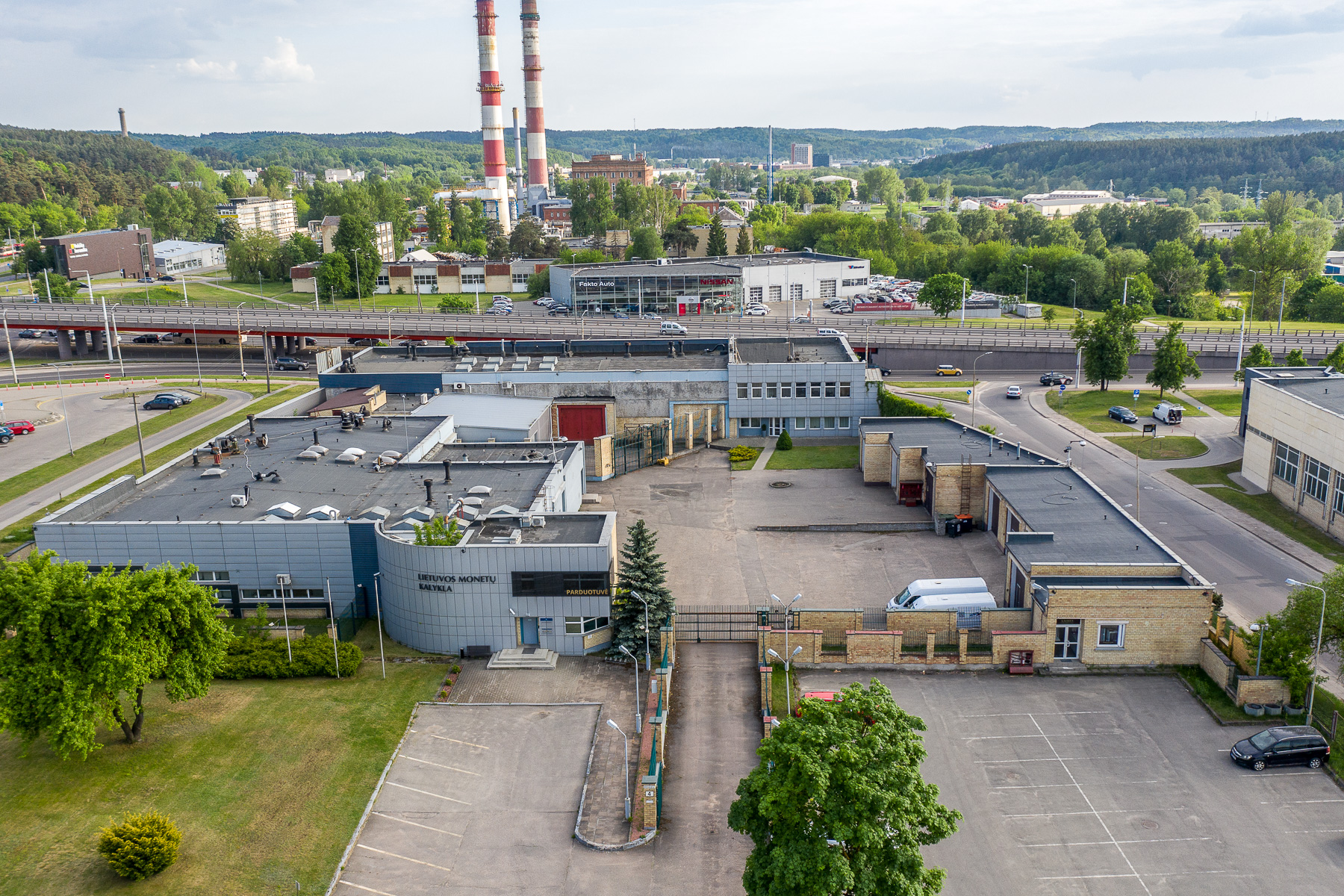

Lietuvos Monetų Kalykla is het nationale munthuis van Litouwen aan de Eigulių -straat in Vilnius. De Munt werd opgericht op 10 december 1990 om de munten van de Litouwse litas te slaan. Sinds 2015 slaat de Munt de Litouwse euromunten. Tussen 1387 en 1666 had Vilnius ook al een Munt, op een andere plaats.